# Список эпизодов телесериала «Сотня»
Список эпизодов американского телесериала «Сотня», разработанного Джейсоном Ротенбергом и основанного на одноимённой книге Кэсс Морган. Премьера шоу состоялась в среду, 19 марта 2014 года.
В центре сюжета находится сотня несовершеннолетних преступников, которые попадают на планету Земля спустя 97 лет после апокалипсиса.

## Обзор сезонов
| Сезон | Сезон | Эпизоды | Оригинальная дата показа | Оригинальная дата показа | Рейтинг Нильсена | Рейтинг Нильсена   |
| Сезон | Сезон | Эпизоды | Премьера сезона          | Финал сезона             | Ранк             | Зрители (миллионы) |
| ----- | ----- | ------- | ------------------------ | ------------------------ | ---------------- | ------------------ |
|       | 1     | 13      | 19 марта 2014            | 11 июня 2014             | 150              | 2,59               |
|       | 2     | 16      | 22 октября 2014          | 11 марта 2015            | 157              | 2,46               |
|       | 3     | 16      | 21 января 2016           | 19 мая 2016              | 165              | 1,94               |
|       | 4     | 13      | 1 февраля 2017           | 24 мая 2017              | 158              | 1,47               |
|       | 5     | 13      | 24 апреля 2018           | 7 августа 2018           | 182              | 1,61               |
|       | 6     | 13      | 30 апреля 2019           | 6 августа 2019           | 165              | 1,30               |
|       | 7     | 16      | 20 мая 2020              | 30 сентября 2020         | 185              | 0,62               |

## Список серий

### Сезон 1 (2014)
| № общий | № в сезоне | Название                                             | Режиссёр       | Автор сценария                                               | Дата премьеры  | Произв. код | Зрители в США (млн) |
| --- | ---------- | ---------------------------------------------------- | -------------- | ------------------------------------------------------------ | -------------- | ----------- | ------------------- |
| 1 | 1          | «Пилотная серия» «Pilot»                             | Бхарат Наллури | Джейсон Ротенберг                                            | 19 марта 2014  | 296843      | 2,73                |
| Почти столетие прошло после ядерной катастрофы на Земле. Несколько тысяч человек пытаются сохранить свой вид на космической станции «Ковчег» в ожидании момента, когда родная планета снова станет пригодной для жизни. Они отправляют сотню несовершеннолетних преступников на Землю, чтобы выяснить, уменьшился ли уровень радиации настолько, чтобы на Земле можно было жить. Но всё пошло не по плану. Связь с «Ковчегом» утеряна. Сотне юношей и девушек предстоит самостоятельно выживать в этом полном опасностей мире. На «Ковчеге» в это время идёт борьба за власть. |            |                                                      |                |                                                              |                |             |                     |
| 2 | 2          | «Выжить на Земле» «Earth Skills»                     | Дин Уайт       | Джейсон Ротенберг                                            | 26 марта 2014  | 2J7052      | 2,27                |
| Решив, что Джаспер может быть всё ещё жив, Кларк, Беллами, Уэллс, Финн и Мёрфи отправляются на его поиски и оказываются шокированы найденным. Находящаяся на «Ковчеге» Эбби полна решимости добраться до Земли; она привлекает к делу механика Рэйвен, чтобы та отремонтировала капсулу. |            |                                                      |                |                                                              |                |             |                     |
| 3 | 3          | «Умереть на Земле» «Earth Kills»                     | Дин Уайт       | Элизабет Крафт и Сара Файн                                   | 2 апреля 2014  | 2J7053      | 1,90                |
| Чтобы вылечить Джаспера, Кларк, Финн и Уэллс отправляются на поиски водорослей, из которых земляне производят антибиотик. Беллами и его подручные идут на охоту, где к ним присоединяется тринадцатилетняя девочка-сирота Шарлотта, чувствующая себя в безопасности под защитой Беллами. Внезапно лес заполняет кислотный туман, вынуждая Кларк, Финна и Уэллса искать укрытие внутри старого автомобиля. Пока они находятся в ловушке, между Кларк и Уэллсом происходит крупная ссора из-за мнимого предательства Уэллса, результатом которого стала смерть отца Кларк.       |            |                                                      |                |                                                              |                |             |                     |
| 4 | 4          | «Закон Мёрфи» «'Murphy's Law'»                       | П. Дж. Пеше    | Т. Дж. Брэйди и Рашид Ньюсон                                 | 9 апреля 2014  | 2J7054      | 1,69                |
| После шокирующей смерти одного из своих Кларк и Финн сближаются, пытаются найти способ связаться с Ковчегом. Беллами пытается удерживать группу от нападок друг на друга, ведь только вместе они смогут защититься от внешней угрозы. Тем временем Эбби рискует жизнью, чтобы дать шанс Рэйвен спрятаться в спасательной капсуле, направляющейся на Землю. |            |                                                      |                |                                                              |                |             |                     |
| 5 | 5          | «Последний луч сумерек» «'Twilight's Last Gleaming'» | Милан Чейлов   | Брюс Миллер                                                  | 16 апреля 2014 | 2J7055      | 1,80                |
| Начавшийся было между Кларк и Финном роман находится под угрозой. Отправившаяся вслед за Беллами и другими охотниками Октавия получает удар в голову, а пробудившись, обнаруживает землянина, следящего за ней. На Ковчеге Эбби раскрывает план Кейна по сокращению населения на корабле. Джаха и Эбби замечают сигнал на поверхности Земли и понимают, что по крайней мере несколько человек из Сотни ещё живы. |            |                                                      |                |                                                              |                |             |                     |
| 6 | 6          | «Ради сестры» «'His Sister's Keeper'»                | Уэйн Роуз      | Трэйси Белломо и Дороти Фортенберри                          | 23 апреля 2014 | 2J7056      | 1,97                |
| В поисках Октавии Беллами приводит подростков на территорию землян. Рэйвен не в силах помочь группе, однако не может не замечать связь между Финном и Кларк. Флэшбэки показывают детство Беллами и Октавии на «Ковчеге» и последние дни жизни отца Кларк. |            |                                                      |                |                                                              |                |             |                     |
| 7 | 7          | «Под давлением» «Contents Under Pressure»            | Джон Шоуолтер  | Акела Купер и Кира Снайдер                                   | 30 апреля 2014 | 2J7057      | 1,88                |
| Кларк и Рэйвен вступают в контакт с «Ковчегом», Эбби по радио руководит Кларк, которая оперирует и спасает раненого Финна. Между тем на «Ковчеге» Эбби исключают из Совета, бывший канцлер Диана Сидни занимает её место. Джаха рассказывает Эбби, что даже если Земля пригодна для жизни, всем жителям «Ковчега» не хватит места на кораблях, которые можно к ней направить. Кейн начинает справляться со своей виной за принятие последнего решения. |            |                                                      |                |                                                              |                |             |                     |
| 8 | 8          | «Однодневное путешествие» «Day Trip»                 | Мэтт Барбер    | История: Андрей Хак Телесценарий: Элизабет Крафт и Сара Файн | 7 мая 2014     | 2J7058      | 1,64                |
| Кларк и Беллами отправляются на миссию по поискам запасов к приближающейся зиме. Тем временем в лагере подростки случайно наедаются орехов с сильными галлюциногенными свойствами и теряют представление о реальности. Октавия пользуется этой возможностью и помогает сбежать другу, а ужасающее событие сближает Кларк и Беллами. Флешбек показывает, как на «Ковчеге» начальник охраны Шамуэй тайно предлагал Беллами аморальную сделку. |            |                                                      |                |                                                              |                |             |                     |
| 9 | 9          | «День единства» «Unity Day»                          | Джон Беринг    | Ким Шамуэй и Кира Снайдер                                    | 14 мая 2014    | 2J7059      | 1,73                |
| Кларк и Финн пытаются стать посредниками установления мира с землянами, но всё рушится, когда Беллами, Джаспер и Рэйвен показывают своё вооружение и готовность к битве. Октавия и Линкольн становятся любовниками. На «Ковчеге» во время празднования Дня народного единства происходит взрыв, устроенный мятежниками во главе с Дианой Сидни. |            |                                                      |                |                                                              |                |             |                     |
| 10 | 10         | «Я стал Смертью» «I Am Become Death»                 | Омар Мадха     | Т. Дж. Брэйди и Рашид Ньюсон                                 | 21 мая 2014    | 2J7060      | 1,46                |
| Мёрфи возвращается в лагерь, утверждая, что был в плену у землян и подвергался пыткам; Кларк и Беллами имеют разное мнение о том, почему он вернулся. Октавия убегает, чтобы найти Линкольна, и возвращается с серьёзным предупреждением для Сотни. Тем временем таинственный вирус, носителем которого был Беллами, поражает лагерь; для того, чтобы оттянуть время и дать людям успеть выздороветь, Джаспер и Рэйвен совершают героический поступок. На «Ковчеге» происходит страшная трагедия.                                                                              |            |                                                      |                |                                                              |                |             |                     |
| 11 | 11         | «Тишина» «The Calm»                                  | Майрзи Алмас   | Брюс Миллер                                                  | 28 мая 2014    | 2J7061      | 1,71                |
| После неприятного инцидента в лагере обнаруживается недостаток пищи; Кларк и Финн ведут группу на охоту и попадают в опасность. Из-за того, что жизнь Финна под угрозой, Кларк решает изменить правила игры. Тем временем Рэйвен делает Беллами предложение, от которого он не может отказаться. На «Ковчеге» Кейн, всё ещё испытывающий чувство вины, спасает выживших после трагедии, рискуя своей жизнью. |            |                                                      |                |                                                              |                |             |                     |
| 12 | 12         | «Мы - земляне: Часть 1» «We Are Grounders (Part 1)»  | Дин Уайт       | Трэйси Белломо и Акела Купер                                 | 4 июня 2014    | 2J7062      | 1,58                |
| Кларк и Финн убегают от одной опасности, чтобы столкнуться лицом к лицу с другой. Беллами геройствует ради спасения Джаспера. Рэйвен встречается с новой опасностью, а Мёрфи наконец добивается мести. Оставшиеся на «Ковчеге» стараются примириться с неизбежным. |            |                                                      |                |                                                              |                |             |                     |
| 13 | 13         | «Мы - земляне: Часть 2» «We Are Grounders (Part 2)»  | Дин Уайт       | Джейсон Ротенберг                                            | 11 июня 2014   | 2J7063      | 1,68                |
| Кларк умоляет Беллами, чтобы тот поступал правильно, ведь конфликт с землянами достиг критической точки. Беллами заставляет Октавию принять сложное решение. Рэйвен и Джаспер стараются закончить работу в срок, а Финн совершает смелый шаг. Тем временем «Ковчег» прекращает своё существование, а Кларк и Монти обнаруживают себя в странном помещении. |            |                                                      |                |                                                              |                |             |                     |

### Сезон 2 (2014–15)
| № общий | № в сезоне | Название                                                   | Режиссёр       | Автор сценария                  | Дата премьеры   | Произв. код | Зрители в США (млн) |
| --- | ---------- | ---------------------------------------------------------- | -------------- | ------------------------------- | --------------- | ----------- | ------------------- |
| 14 | 1          | «48» «The 48»                                              | Дин Уайт       | Джейсон Ротенберг               | 22 октября 2014 | 3J5251      | 1,54                |
| Кларк всё ещё находится одна в белой комнате, пытаясь разобраться в окружающей обстановке, а судьба Беллами, Финна и Рэйвен остаётся неизвестна. План Линкольна и Октавии срывается. Эбби, Кейн и другие выжившие с Ковчега должны будут разобраться с физическими и моральными проблемами нахождения в новом мире. Джаха принимает героическое решение.                                             |            |                                                            |                |                                 |                 |             |                     |
| 15 | 2          | «Суровая Вэзер» «Inclement Weather»                        | Джон Шоуолтер  | Майкл Анджели                   | 29 октября 2014 | 3J5252      | 1,48                |
| Кларк начинает что-то подозревать и требует ответа от президента Данте Уоллеса. Кейн допрашивает одного из Сотни, а Эбби приходится проводить срочную операцию. Чтобы отыскать Линкольна, Октавия прибегает к насилию. |            |                                                            |                |                                 |                 |             |                     |
| 16 | 3          | «Последствия» «Repercussions»                              | Дин Уайт       | Аарон Гинсбург и Уэйд МакИнтайр | 5 ноября 2014   | 3J5253      | 1,68                |
| Когда Кларк обнаруживает ужасающий проект, осуществляемый в медицинском отделении горы «Везер», она объединяет свои силы с не очень надёжным союзником. После того, как Эбби признаётся в совершении преступления, Кейн издаёт приказ о её жестоком наказании. Тем временем, Монти предупреждает отвлечённого Джаспера, что Кларк может стать проблемой, а Октавия продолжает бороться за Линкольна. |            |                                                            |                |                                 |                 |             |                     |
| 17 | 4          | «Долгих лет жизни» «Many Happy Returns»                    | П. Дж. Пеше    | Ким Шамуэй                      | 12 ноября 2014  | 3J5254      | 1,75                |
| После того, как Кларк предал тот, кому она доверяла, она берёт всё в свои руки и доказывает, что не сдастся без борьбы. Беллами, Финн и Мёрфи идут против времени, чтобы спасти незнакомца. Тем временем, напряжение между Рэйвен и Виком растёт, когда они работают вместе, и образуется неожиданный союз.                                                                                          |            |                                                            |                |                                 |                 |             |                     |
| 18 | 5          | «Эксперименты над людьми» «Human Trials»                   | Эд Фрэйман     | Чарльз Грант Крэйг              | 19 ноября 2014  | 3J5255      | 1,64                |
| Кейн возглавляет миссию по установлению мира с Землянами. Джаспер соглашается принять участие в рискованном эксперименте. Финн попадает в опаснейшую ситуацию во время поисков Кларк. |            |                                                            |                |                                 |                 |             |                     |
| 19 | 6          | «Туман войны» «Fog of War»                                 | Стивен ДеПол   | Кира Снайдер                    | 3 декабря 2014  | 3J5256      | 1,86                |
| Рэйвен обнаруживает, что гора Вэзер глушит радиосвязь, и это мешает обитателям лагеря Джаха установить связь с другими группами выживших. Джаспер и Монти узнают правду о том, что происходит в горе Вэзер, а Октавия сталкивается со своим худшим кошмаром. |            |                                                            |                |                                 |                 |             |                     |
| 20 | 7          | «В самую бездну» «Long Into an Abyss»                      | Антонио Негрет | Джеймс Торпе                    | 10 декабря 2014 | 3J5257      | 1,62                |
| Эбби стремится защитить своих людей от угрозы со стороны землян. Октавия раскрывает опасную тайну. Кларк придумывает план, который поможет остановить атаку Землян. Монти и Джаспер начинают ставить под сомнение мотивы своих новых друзей, а доктор Тсинг проводит смертельный эксперимент, чтобы понять, как использовать пленников.                                                              |            |                                                            |                |                                 |                 |             |                     |
| 21 | 8          | «Космический странник» «Spacewalker»                       | Джон Шоуолтер  | Брюс Миллер                     | 17 декабря 2014 | 3J5258      | 1,40                |
| Кларк возвращается в лагерь с плохими новостями. Финн борется с последствием своих действий. Эбби готовится к сражению. Флэшбэки раскрывают взаимоотношения Финна и Рэйвен на Ковчеге. |            |                                                            |                |                                 |                 |             |                     |
| 22 | 9          | «Помни меня» «Remember Me»                                 | Омар Мадха     | Дороти Фортенберри              | 21 января 2015  | 3J5259      | 1,48                |
| Кларк заключает соглашения с Лексой и Индрой. Эбби и Кейн начинают понимать, что полномочия принятия решения вне их рук. Рэйвен не в состоянии контролировать свои эмоции. Смелый шаг угрожает уничтожить недавно образованный союз между Небесными людьми и Землянами, и знакомое лицо преследует Кларк. Тем временем, на горе Вэзер Монти придумывает опасный план.                                |            |                                                            |                |                                 |                 |             |                     |
| 23 | 10         | «Выживает сильнейший» «Survival of the Fittest»            | Дин Уайт       | Акела Купер                     | 28 января 2015  | 3J5260      | 1,53                |
| Кларк и Лекса сталкиваются с новым врагом. Беллами и Линкольн соглашаются сотрудничать, чтобы пробраться на гору Вэзер. Мёрфи помогает Джаха противостоять его прошлому. Между тем Индра делает Октавии предложение, от которого та не может отказаться. |            |                                                            |                |                                 |                 |             |                     |
| 24 | 11         | «Смертельный удар» «Coup de Grace»                         | П. Дж. Пеше    | Чарльз Грант Крэйг              | 4 февраля 2015  | 3J5261      | 1,51                |
| Попытка Беллами и Линкольна пробраться в гору Вэзер влечёт жестокие последствия. Эбби намерена сохранить контроль, когда Кларк примеряет на себя роль лидера. Между тем, так как Монти и Харпер всё ещё отсутствуют, Джаспер требует ответов от президента Уоллеса. |            |                                                            |                |                                 |                 |             |                     |
| 25 | 12         | «Рубикон» «Rubicon»                                        | Майрзи Алмас   | Аарон Гинсбург и Уэйд МакИнтайр | 11 февраля 2015 | 3J5262      | 1,36                |
| Напряжение между Эбби и Кларк достигает предела. Рэйвен помогает Беллами ориентироваться в горе Вэзер. Джаха и Мёрфи встречают незнакомку, которая может быть не той, кем кажется. Октавия готовится сражаться за того, кого она любит. |            |                                                            |                |                                 |                 |             |                     |
| 26 | 13         | «Воскрешение» «Resurrection»                               | Дин Уайт       | Брюс Миллер                     | 18 февраля 2015 | 3J5263      | 1,42                |
| Кларк начинает ставить под сомнение лидерские решения Лексы. Эбби изо всех сил пытается помочь раненому Кейну. Индра продолжает воздействовать на Октавию. А на горе Вэзер Джаспер примеряет на себя роль лидера. |            |                                                            |                |                                 |                 |             |                     |
| 27 | 14         | «Защитник лжи» «Bodyguard of Lies»                         | Ута Бризевиц   | Ким Шумвей                      | 25 февраля 2015 | 3J5264      | 1,55                |
| Во время подготовки к битве, Кларк и Лекса спорят. Отчаянно нуждаясь в помощи, Рэйвен просит Вика встретиться в инженерной. Джаха и Мёрфи сталкиваются с опасным препятствием на дороге. Тем временем, Беллами пытается выиграть время на горе Вэзер. |            |                                                            |                |                                 |                 |             |                     |
| 28 | 15         | «Кровь за кровь: Часть 1» «Blood Must Have Blood (Part 1)» | Омар Мадха     | Аарон Гинсбург и Уэйд МакИнтайр | 4 марта 2015    | 3J5265      | 1,49                |
| Кларк и Лекса готовятся к битве, а Рэйвен и Вик терпят серьёзную неудачу. Тем временем, и Октавия, и Линкольн должны принять трудные решения. На горе Вэзер Джаспер и Майя становятся свидетелями ужасного действия, Беллами выполняет обещание, а Кейдж выступает перед публикой с важной информацией.                                                                                              |            |                                                            |                |                                 |                 |             |                     |
| 29 | 16         | «Кровь за кровь: Часть 2» «Blood Must Have Blood (Part 2)» | Дин Уайт       | Джейсон Ротенберг               | 11 марта 2015   | 3J5266      | 1,34                |
| Путешествие в Город Света продолжается, и Джаха делает ход, шокирующий Мёрфи. Кларк получает помощь оттуда, откуда её не ждала, посетитель удивляет Октавию, а Линкольн получает возможность отомстить. Тем временем, в горе Вэзер, Кейдж продвигает свою миссию, а Беллами с группой пытаются выбраться наружу.                                                                                     |            |                                                            |                |                                 |                 |             |                     |

### Сезон 3 (2016)
| № общий | № в сезоне | Название                                                         | Режиссёр       | Автор сценария                          | Дата премьеры   | Произв. код | Зрители в США (млн) |
| --- | ---------- | ---------------------------------------------------------------- | -------------- | --------------------------------------- | --------------- | ----------- | ------------------- |
| 30 | 1          | «Ванхеда: Часть 1» «Wanheda (Part 1)»                            | Дин Уайт       | Джейсон Ротенберг                       | 21 января 2016  | 3J5751      | 1,88                |
| С тех пор как пала Гора Вэзер, прошло три месяца. На Кларк объявили охоту, и спасти её могут лишь преданные друзья во главе с Беллами. Мёрфи удаётся пробраться в особняк, где он находит изменившегося Джаху. |            |                                                                  |                |                                         |                 |             |                     |
| 31 | 2          | «Ванхеда: Часть 2» «Wanheda (Part 2)»                            | Майрзи Алмас   | Аарон Гинсбург и Вэйд Макинтайр         | 28 января 2016  | 3J5752      | 1,63                |
| Беллами и Кейн подвергаются невероятному риску в попытке спасти Кларк. Эбби пытается отвлечься от тревожных мыслей о судьбе дочери и раздумывает о переделке Горы Вэзер в огромный медицинский пункт. Тем временем, Мёрфи планирует предательство своего бывшего Канцлера. |            |                                                                  |                |                                         |                 |             |                     |
| 32 | 3          | «Всяк сюда входящий» «Ye Who Enter Here»                         | Антонио Негрет | Ким Шумвей                              | 4 февраля 2016  | 3J5753      | 1,57                |
| Кларк в очередной раз принимает противоречивое и крайне сложное решение. Беллами понимает, что не всё то, чем кажется. Мёрфи замышляет предательство своего бывшего Канцлера. |            |                                                                  |                |                                         |                 |             |                     |
| 33 | 4          | «Следи за престолом» «Watch the Thrones»                         | Эд Фрэйман     | Дороти Фортенберри                      | 11 февраля 2016 | 3J5754      | 1,32                |
| Кларк удаётся раскрыть тайного лидера, который почти готов к осуществлению своего коварного плана. Кейн из последних сил пытается сохранить мир. Джаспер может совершить безумный поступок, который может повлиять на всех его друзей. |            |                                                                  |                |                                         |                 |             |                     |
| 34 | 5          | «Акелдама» «Hakeldama»                                           | Тим Скэнлэн    | Чарли Крэйг                             | 18 февраля 2016 | 3J5755      | 1,36                |
| Новая угроза разрушила последнюю надежду Кларк на мир. Рэйвен становится мишенью, а Мёрфи запускает в действие крайне опасный план. |            |                                                                  |                |                                         |                 |             |                     |
| 35 | 6          | «Жестокая жатва» «Bitter Harvest»                                | Дин Уайт       | Кира Снайдер                            | 25 февраля 2016 | 3J5756      | 1,41                |
| Кларк трудно сделать выбор между местью и милосердием. Тем временем, Кейн и Октавия работают вместе, чтобы предотвратить бедствие, а Эбби всё так же беспокоится о Рэйвен. |            |                                                                  |                |                                         |                 |             |                     |
| 36 | 7          | «Тринадцать» «Thirteen»                                          | Дин Уайт       | Хавьер Грилло-Марксуа                   | 3 марта 2016    | 3J5757      | 1,39                |
| Лекса из последних сил старается сохранить хрупкий мир и сохранить порядок в тех кланах, которые ещё ей подчиняются. Кларк открывается правда, которая может изменить всё. В флэшбэке мы увидим те времена, когда Земля переживала «тёмные времена». |            |                                                                  |                |                                         |                 |             |                     |
| 37 | 8          | «Условия и положения» «Terms and Conditions»                     | Джон Шоуолтер  | Чарли Крэйг                             | 10 марта 2016   | 3J5758      | 1,20                |
| Кейн пытается найти мирный выход из сложившейся ситуации, но все его планы проваливаются, и скоро ему придётся прибегнуть к решительным мерам. Пайк начинает понимать, что из Аркадии идёт утечка информации. У Рэйвен есть собственный план, и она нуждается в помощи Джаспера. |            |                                                                  |                |                                         |                 |             |                     |
| 38 | 9          | «Украденное пламя» «Stealing Fire»                               | Ута Бризевиц   | Хайди Коул Макадамс                     | 31 марта 2016   | 3J5759      | 1,23                |
| Кларк выясняет шокирующую правду, а Октавия вынуждена принять решение, которое может повлечь опустошающие последствия. |            |                                                                  |                |                                         |                 |             |                     |
| 39 | 10         | «Падший» «Fallen»                                                | Мэтт Барбер    | Чармэн Де Грейт и Хавьер Грилло-Марксуа | 7 апреля 2016   | 3J5760      | 1,13                |
| Джаха использует пугающие средства для приобщения Эбби к своему делу, Кейн отправляется на миссию, а Беллами сталкивается с тяжёлой правдой. Тем временем, Монти оказывается в опасной ситуации, а Джаспер спешит спасти одного из своих. |            |                                                                  |                |                                         |                 |             |                     |
| 40 | 11         | «Никогда» «Nevermore»                                            | Эд Фрэйман     | Ким Шумвей                              | 14 апреля 2016  | 3J5761      | 1,08                |
| Алия заставляет Рэйвен показать её тёмную сторону и гнев Джаспера продолжает расти. Тем временем, Октавия борется за своё место в мире, а Монти вынужден принять секундное решение. |            |                                                                  |                |                                         |                 |             |                     |
| 41 | 12         | «Демоны» «Demons»                                                | П. Дж. Пеше    | Джастин Гилмер                          | 21 апреля 2016  | 3J5762      | 1,15                |
| Джаха возвращается в Полис, а Мёрфи предстоит неожиданная встреча. Тем временем, Октавия обнаруживает подсказку. |            |                                                                  |                |                                         |                 |             |                     |
| 42 | 13         | «Присоединись или умри» «Join or Die»                            | Дин Уайт       | Джули Бенсон и Шона Бенсон              | 28 апреля 2016  | 3J5763      | 1,27                |
| Кларк находится на миссии, которая может изменить всё. Мёрфи догадывается о чём-то, что может гарантировать его выживание. А Кейн достигает переломной точки. |            |                                                                  |                |                                         |                 |             |                     |
| 43 | 14         | «Багряный рассвет» «Red Sky at Morning»                          | П. Дж. Пеше    | Лорен Мьюр и Кира Снайдер               | 5 мая 2016      | 3J5764      | 1,13                |
| Кларк, Беллами, Октавия и Джаспер встречают препятствие на своём пути, а Монти и Рэйвен делают важное открытие. |            |                                                                  |                |                                         |                 |             |                     |
| 44 | 15         | «Некорректная задача: Часть 1» «Perverse Instantiation (Part 1)» | Эд Фрэйман     | Аарон Гинсбург и Вэйд Макинтайр         | 12 мая 2016     | 3J5765      | 1,17                |
| Джексон оказывается под влиянием Алии. Поэтому Беллами, Октавия, Харпер, Кларк и Роан оказываются в ловушке. В туннеле Октавию и Беллами захватывают, а Роана убивают. Беллами и Октавия сбегают по туннелю, где встречают Мёрфи и других. Эбби пытается совершить самоубийство по приказу Алии, а Джаха сильно ранит Онтари в голову. Эпизод кончается тем, что Онтари умирает.                       |            |                                                                  |                |                                         |                 |             |                     |
| 45 | 16         | «Некорректная задача: Часть 2» «Perverse Instantiation (Part 2)» | Дин Уайт       | Джейсон Ротенберг                       | 19 мая 2016     | 3J5766      | 1,29                |
| Кларк принимает шокирующее всех решение, в реализации которого ей «помогает» Онтари. И когда в Городе Света всё уже, казалось, потеряно, помощь приходит от того, от кого помощи ждать казалось невозможным. Рэйвен также всеми усилиями пытается приблизить Кларк к выключателю. Перед чернокровной стоит один из самых тяжёлых выборов в её жизни. То, что она узнаёт, гораздо опаснее Города Света. |            |                                                                  |                |                                         |                 |             |                     |

### Сезон 4 (2017)
| № общий | № в сезоне | Название                                           | Режиссёр         | Автор сценария                   | Дата премьеры   | Произв. код | Зрители в США (млн) |
| ------- | ---------- | -------------------------------------------------- | ---------------- | -------------------------------- | --------------- | ----------- | ------------------- |
| 46      | 1          | «Эхо» «Echoes»                                     | Дин Уайт         | Джейсон Ротенберг                | 1 февраля 2017  | T27.13251   | 1,21                |
| 47      | 2          | «Нет покоя голове в венце» «Heavy Lies the Crown»  | Эд Фрэйман       | Джастин Гилмер                   | 8 февраля 2017  | T27.13252   | 1,01                |
| 48      | 3          | «Четыре всадника» «The Four Horseman»              | П.Дж. Пеше       | Хайди Коул Макадамс              | 15 февраля 2017 | T27.13253   | 1,05                |
| 49      | 4          | «Ложь во спасение» «A Lie Guarded»                 | Иэн Самоил       | Ким Шамуэй                       | 22 февраля 2017 | T27.13254   | 1,00                |
| 50      | 5          | «Пороховая бочка» «The Tinder Box»                 | Джон Ф. Шоуолтер | Морган Гендель                   | 1 марта 2017    | T27.13255   | 1,02                |
| 51      | 6          | «Мы восстанем» «We Will Rise»                      | Дин Уайт         | Чармэйн Де Грейт                 | 15 марта 2017   | T27.13256   | 0,98                |
| 52      | 7          | «Дай мне приют» «Gimme Shelter»                    | Тим Скэнлэн      | Терри Хьюз Бёртон и Рон Милбауэр | 22 марта 2017   | T27.13257   | 0,90                |
| 53      | 8          | «Комплекс бога» «God Complex»                      | Омар Мадха       | Лорен Мьюир                      | 29 марта 2017   | T27.13258   | 0,97                |
| 54      | 9          | «Не реанимировать» «DNR (Do Not Resuscitate)»      | Майрзи Алмас     | Миранда Квок                     | 26 апреля 2017  | T27.13260   | 0,81                |
| 55      | 10         | «Умрите все, умрите весело» «Die All, Die Merrily» | Дин Уайт         | Аарон Гинсбург и Уэйд Макинтайр  | 3 мая 2017      | T27.13259   | 0,85                |
| 56      | 11         | «По ту сторону» «The Other Side»                   | Генри Иан Кьюсик | Джули Бенсон и Шона Бенсон       | 10 мая 2017     | T27.13261   | 0,86                |
| 57      | 12         | «Избранные» «The Chosen»                           | Алекс Калимниос  | Аарон Гинсбург и Уэйд Макинтайр  | 17 мая 2017     | T27.13262   | 0,83                |
| 58      | 13         | «Высшее пламя» «Praimfaya»                         | Дин Уайт         | Джейсон Ротенберг                | 24 мая 2017     | T27.13263   | 0,91                |

### Сезон 5 (2018)
| № общий | № в сезоне | Название                                                  | Режиссёр         | Автор сценария                  | Дата премьеры  | Произв. код | Зрители в США (млн) |
| ------- | ---------- | --------------------------------------------------------- | ---------------- | ------------------------------- | -------------- | ----------- | ------------------- |
| 59      | 1          | «Рай» «Eden»                                              | Дин Уайт         | Джейсон Ротенберг               | 24 апреля 2018 | T27.13551   | 1,43                |
| 60      | 2          | «Красная королева» «Red Queen»                            | П. Дж. Пеше      | Терри Хьюз Бёртон               | 1 мая 2018     | T27.13552   | 1,02                |
| 61      | 3          | «Спящие великаны» «Sleeping Giants»                       | Тим Сканлан      | Аарон Гинсбург и Уэйд Макинтайр | 8 мая 2018     | T27.13553   | 1,08                |
| 62      | 4          | «Ящик Пандоры» «'Pandora's Box'»                          | Дин Уайт         | Чармэйн Де Грейт                | 15 мая 2018    | T27.13554   | 1,07                |
| 63      | 5          | «Зыбучие пески» «Shifting Sands»                          | Омар Мадха       | Ник Брэгг                       | 22 мая 2018    | T27.13555   | 0,94                |
| 64      | 6          | «Сквозное ранение» «Exit Wounds»                          | Майкл Бланделл   | Дрю Линдо                       | 5 июня 2018    | T27.13556   | 0,92                |
| 65      | 7          | «Допустимые потери» «Acceptable Losses»                   | Майрзи Алмас     | Джефф Вламинг                   | 19 июня 2018   | T27.13557   | 0,83                |
| 66      | 8          | «Как мы достигли мира» «How We Get to Peace»              | Антонио Негрет   | Лорен Мьюр                      | 26 июня 2018   | T27.13558   | 0,73                |
| 67      | 9          | «Так всегда приношу смерть тиранам» «Sic Semper Tyrannis» | Иэн Самоил       | Миранда Квок                    | 10 июля 2018   | T27.13559   | 0,89                |
| 68      | 10         | «Воля воинов» «The Warriors Will»                         | Генри Иан Кьюсик | Джули Бенсон и Шона Бенсон      | 17 июля 2018   | T27.13560   | 0,86                |
| 69      | 11         | «Тёмный год» «The Dark Year»                              | Алекс Калимниос  | Хейди Коул Макадамс             | 24 июля 2018   | T27.13561   | 0,85                |
| 70      | 12         | «Дамокл: Часть 1» «Damocles (Part 1)»                     | Дин Уайт         | Джастин Гилмер                  | 31 июля 2018   | T27.13562   | 0,88                |
| 71      | 13         | «Дамокл: Часть 2» «Damocles (Part 2)»                     | Дин Уайт         | Джейсон Ротенберг               | 7 августа 2018 | T27.13563   | 0,99                |

### Сезон 6 (2019)
| № общий | № в сезоне | Название                                           | Режиссёр        | Автор сценария    | Дата премьеры  | Произв. код | Зрители в США (млн) |
| ------- | ---------- | -------------------------------------------------- | --------------- | ----------------- | -------------- | ----------- | ------------------- |
| 72      | 1          | «Святилище» «Sanctum»                              | Эд Фрэйман      | Джейсон Ротенберг | 30 апреля 2019 | T27.13801   | 0.86                |
| 73      | 2          | «Восход красного солнца» «Red Sun Rising»          | Алекс Калимниос | Джефф Влэминг     | 7 мая 2019     | T27.13802   | 0.81                |
| 74      | 3          | «Дети Габриэля» «The Children of Gabriel»          | Дин Уайт        | Дрю Линдо         | 14 мая 2019    | T27.13803   | 0.82                |
| 75      | 4          | «Лицо за стеклом» «The Face Behind the Glass»      | Тим Скэнлэн     | Чармэйн Де Грейт  | 21 мая 2019    | T27.13804   | 0.73                |
| 76      | 5          | «Евангелие от Жозефины» «The Gospel of Josephine»  | Ян Самойл       | Джорджия Ли       | 28 мая 2019    | T27.13805   | 0.73                |
| 77      | 6          | «Помни о смерти» «Memento Mori»                    | П.Дж. Пеше      | Алисса Кларк      | 11 июня 2019   | T27.13806   | 0.64                |
| 78      | 7          | «Не бери в голову» «Nevermind»                     | Майкл Бланделл  | Ким Шамвэй        | 18 июня 2019   | T27.13807   | 0.72                |
| 79      | 8          | «Старик и аномалия» «The Old Man and the Anomaly»  | Эйприл Маллен   | Миранда Квок      | 25 июня 2019   | T27.13808   | 0.63                |
| 80      | 9          | «Что ты возьмешь с собой» «What You Take With You» | Маршалл Вирту   | Никки Голдуазер   | 9 июля 2019    | T27.13809   | 0.70                |
| 81      | 10         | «Матрешка» «Matryoshka»                            | Аманда Таппинг  | Дрю Линдо         | 16 июля 2019   | T27.13810   | 0.57                |
| 82      | 11         | «Прах к праху» «Ashes to Ashes»                    | Боб Морли       | Чармэйн Де Грейт  | 23 июля 2019   | T27.13811   | 0.54                |
| 83      | 12         | «Протокол корректировки» «Adjustment Protocol»     | Антонио Негрет  | Ким Шамвэй        | 30 июля 2019   | T27.13812   | 0.61                |
| 84      | 13         | «Святая кровь» «The Blood of Sanctum»              | Эд Фрэйман      | Джейсон Ротенберг | 6 августа 2019 | T27.13813   | 0.59                |

### Сезон 7 (2020)
| № общий | № в сезоне | Название                                               | Режиссёр          | Автор сценария    | Дата премьеры    | Произв. код | Зрители в США (млн) |
| --- | ---------- | ------------------------------------------------------ | ----------------- | ----------------- | ---------------- | ----------- | ------------------- |
| 85 | 1          | «Из пепла» «From the Ashes»                            | Эд Фрэйман        | Джейсон Ротенберг | 20 мая 2020      | T27.14051   | 0.80                |
| В то время как в лесу с каждым днем все больше и больше возрастает опасность новой угрозы, Кларк и ее друзья не оставляют попыток восстановить Святилище. |            |                                                        |                   |                   |                  |             |                     |
| 86 | 2          | «Сад» «The Garden»                                     | Дин Уайт          | Джефф Влэминг     | 27 мая 2020      | T27.14053   | 0.76                |
| Эхо и Габриэль узнают больше о Хоуп и ее таинственном прошлом.                                                                                            |            |                                                        |                   |                   |                  |             |                     |
| 87 | 3          | «Ложный бог» «False Gods»                              | Тим Скэнлэн       | Ким Шамуэй        | 3 июня 2020      | T27.14052   | 0.71                |
| 88 | 4          | «Геспериды» «Hesperides»                               | Диана Валентайн   | Шон Крауч         | 10 июня 2020     | T27.14054   | 0.63                |
| 89 | 5          | «Добро пожаловать в Бардо» «Welcome to Bardo»          | Ян Самойл         | Дрю Линдо         | 17 июня 2020     | T27.14055   | 0.68                |
| 90 | 6          | «Накара» «Nakara»                                      | П.Дж. Пеше        | Эрика Мередит     | 24 июня 2020     | T27.14056   | 0.57                |
| 91 | 7          | «Королевский гамбит» «The Queen's Gambit»              | Линдси Морган     | Миранда Квок      | 1 июля 2020      | T27.14057   | 0.64                |
| 92 | 8          | «Анаконда» «Anaconda»                                  | Эд Фрэйман        | Джейсон Ротенберг | 8 июля 2020      | T27.14063   | 0.67                |
| 93 | 9          | «Стадо» «The Flock»                                    | Амин Кадерали     | Алисса Кларк      | 15 июля 2020     | T27.14058   | 0.61                |
| 94 | 10         | «Маленькая жертва» «A Little Sacrifice»                | Шервин Шилати     | Никки Голдуазер   | 5 августа 2020   | T27.14059   | 0.47                |
| 95 | 11         | «Этерия» «Etherea»                                     | Эприлл Уинни      | Джефф Влэминг     | 12 августа 2020  | T27.14060   | 0.58                |
| 96 | 12         | «Незнакомец» «The Stranger»                            | Аманда Роу        | Блайт Энн Джонсон | 19 августа 2020  | T27.14062   | 0.54                |
| 97 | 13         | «Кровавый гигант» «Blood Giant»                        | Майкл Клиетт      | Росс Найт         | 9 сентября 2020  | T27.14061   | 0.59                |
| 98 | 14         | «Своего рода возвращение домой» «A Sort of Homecoming» | Джессика Хармон   | Шон Крауч         | 16 сентября 2020 | T27.14065   | 0.63                |
| 99 | 15         | «Гибель света» «The Dying of the Light»                | Иэн Самойл        | Ким Шамвэй        | 23 сентября 2020 | T27.14064   | 0.52                |
| 100 | 16         | «Последняя битва» «The Last War»                       | Джейсон Ротенберг | Джейсон Ротенберг | 30 сентября 2020 | T27.14066   | 0.61                |